# Криш (Хунедоара)
Криш (рум. Criș) насеље је у Румунији у округу Хунедоара у општини Блажени. Oпштина се налази на надморској висини од 439 m.

## Становништво
Према подацима из 2002. године у насељу је живело 303 становника, од којих су сви румунске националности.